# Bouches-de-l'Escaut
Departamentul Bouches-de-l'Escaut (franceză Département des Bouches-de-l'Escaut, neerlandeză Departement Monden van de Schelde) a fost un departament al Franței din perioada primului Imperiu. 
Departamentul a fost format în urma anexării Regatului Olandei de către Primul Imperiu Francez în 1810. Departamentul ocupa teritoriul fostului Comitat Zeeland una din cele 17 provincii ale Țărilor de Jos iar apoi unul din teritoriile Provinciilor Unite. Odată cu formarea Republicii Batave în 1798 teritoriul este organizat ca un departament, după modelul francez, numit departamentul Schelde-en-Maas. În 1801 acesta este reorganizat fiind format departamentul Zeeland. În urma refuzului Regatului Olandei de a aplica complet Blocada Continentală Imperiul Francez preia treptat controlul direct asupra anumitor porturi din departament, acesta fiind transformat în departamentul Bouches de l'Escaut în 1810 odată cu incorporarea întregului Regat Olandez în Imperiu.
Numele departamentului înseamnă "gura fluviului Escaut" și indică faptul că este situat pe cursul inferior al acestui râu, în apropiere de vărsarea acestuia în Marea Nordului. Reședința departamentului a fost orașul Middelburg, cunoscut în franceză ca Middelbourg. Departamentul era administrat indirect prin intermediul administrației franceze de la Bruxelles, spre deosebire de celelalte departamente din actuala Olandă care erau administrate de la Haga.
Departamentul este divizat în 3 arondismente și 21 cantoane astfel:
- arondismentul Middelburg, cantoanele: Middelburg, Veere și Vlissingen.
- arondismentul Goes, cantoanele: Goes, Heinkenszand, Kortgene și Kruiningen.
- arondismentul Zierikzee, cantoanele: Zierikzee, Brouwershaven și Tholen.

În urma debarcării viitorului rege William I la Scheveningen și a oucpării succesive a Țărilor de Jos, Franța pierde controlul asupra regiunii începând de la sfârșitul lui 1813. În urma înfrângerii lui Napoleon în 1814 teritoriul intră în componența Regatului Unit al Țărilor de Jos în cadrul căreia face parte din provincia Zeelanda, provincie existentă și în prezent în Olanda.